# Astrothelium leucothelium
Astrothelium leucothelium är en lavart som beskrevs av Nyl. Astrothelium leucothelium ingår i släktet Astrothelium och familjen Trypetheliaceae.   Inga underarter finns listade i Catalogue of Life.